# Isola di Dino
Die Isola di Dino, oft nur Dino, ist eine unbewohnte Insel im tyrrhenischen Meer im Norden der italienischen Region Kalabrien. Sie liegt nahe der Küste vor der Stadt Praia a Mare im Golf von Policastro.
Der Name leitet sich entweder davon ab, dass auf der Insel ein Tempel (aedina) stand, der Venus geweiht war. Eine andere Hypothese ist, dass er sich vom griechischen Wort dina ableitet, was so viel wie Sturm heißt, denn für die Seeleute waren die Stürme vor der Südspitze der Insel sehr gefährlich.

## Geografie
Mit einer Fläche von ungefähr 50 Hektar und einer Höhe von bis zu 100 m ist Dino die größte Insel von Kalabrien. Die Nordseite ist von über 80 m hohen, steil ins Meer abfallenden Kalksteinklippen geprägt. Im Laufe der letzten Jahrtausende hat das Meer den Kalkstein an einigen Stellen stark erodiert, wodurch die für die Insel typischen Grotten entstanden sind. Die größte von ihnen ist die Grotta Azzura (blaue Grotte), in Sardine wachsen Stalagmiten empor. Andere größere Grotten sind Monaco, Cascade und die strandseits liegende Grotta Leone (Löwengrotte). Die Grotta Gargiulo öffnet sich 18 m unter dem Meeresspiegel und reicht einige hundert Meter in das Inselinnere hinein, sie ist daher nur für erfahrene Höhlentaucher zugänglich.
Vor der Insel liegen mehrere Felsen aus Basalt, die durch einzelne Kanäle voneinander getrennt sind.

## Geschichte
Zwischen dem neunten und elften Jahrhundert wurde die Insel mehrmals von muslimischen Schiffen im Rahmen ihrer militärischen Expeditionen nach Italien angelaufen. Als im Sommer 1600 die Türken, unter der Führung von Amurat Rays, die Küsten des Königreichs Neapel überfielen, verschanzten sich die Einwohner von Aieta, unter der Führung von Francesco Vitigno, auf der Insel und leisteten heftigen Widerstand. Die Verteidiger wurden nach einigen Tagen jedoch gefangen genommen und getötet. Im Jahre 1806 wurde die Insel zum Stützpunkt der anglo-bourbonischen Flotte, unter dem Befehl von Admiral William Sidney Smith, der versuchte, sich dem Eindringen der napoleonischen Armee in Kalabrien zu widersetzen. 1812 beseitigte Joachim Murat die Feudalität und die Insel wurde vom Grafen von Aieta an die Gemeinde Aieta übergeben.
In der Nähe der Insel versenkte das deutsche U-Boot UB-49 (Hans von Mellenthin) in der Stephansnacht 1917 das englische Dampfschiff Umballa, das Gerste nach Neapel transportierte, dabei kamen 15 Menschen ums Leben. Die Glocke des Schiffes wurde der Madonna della Grotta oberhalb der Stadt Praia a Mare geweiht.
Als die Gemeinde Praia a Mare 1928 selbständig wurde, erhielt diese auch die Insel. 1956 wurde die Insel für 99 Jahre konzessioniert und 1962 wurde an Gianni Agnelli mit dem Ziel, die touristische Entwicklung auf internationaler Ebene des gesamten Gebietes von Praia nach San Nicola Arcella zu bringen, verkauft. Auf der Insel wurde eine 1700 m lange Straße gebaut, die den Anlegesteg im Osten der Insel mit den Häusern im oberen Teil der Insel verbindet. Bei der Löwengrotte wurden mehrere Trulli errichtet, die als Restaurant dienen. Später wurde die Insel wieder verkauft und seitdem wird sie nicht mehr genutzt. 2019 ging sie in den Besitz von Domenico Palumbo über.

## Flora und Fauna
Die Vegetation der Insel ist von der mediterranen Macchie geprägt. Daneben wachsen einige seltene Pflanzen wie die Zwergpalme, die Nelke Dianthus rupicola und die Palinuro-Primel (Primula palinuri), die in großen Kolonien im Norden und Nordwesten wächst und auf der Insel ihren größten Bestand hat. Diese Primel ist im Cilento und dem nördlichen Kalabrien endemisch. Wegen der seltenen Pflanzenarten wird aktuell ein Naturschutzgebiet auf der Insel eingerichtet.
Die Fauna umfasst eine Reihe von Zugvögeln, in der Löwengrotte nisten in Felsspalten Mauersegler, auf den Klippen nisten Möwen und einige Greifvögel. Zudem besiedeln einige kleine Nagetiere und kleine Reptilien die Inseln. Deutlich vielfältiger ist das aquatische Ökosystem. Der seltene große Bärenkrebs (Scyllarides latus) lebt in der Grotta Gargiulo und im Meer um die Insel leben Mönchsfische, Meerpfaue, Muränen, Oktopusse, die Große Bernsteinmakrele und Zackenbarsche. Daneben lebt in 20 bis 30 m Tiefe die Farbwechselnde Gorgonie, mit Exemplaren, die über einen Meter groß sind. Vor der Küste sind große Flächen mit Neptungras bewachsen.